# Tales of the World: Radiant Mythology 3
Tales of the World: Radiant Mythology 3 (テイルズ オブ ザ ワールド レディアント マイソロジー3?, Teiruzu obu za Wārudo: Redianto Maisorojī Surī) è il sesto titolo della serie di videogiochi Tales of the World, ed il terzo titolo nella serie Radiant Mythology. Come molti altri giochi della serie, protagonisti di questo titolo sono alcuni dei personaggi presenti nei precedenti capitoli della serie Tales of.